# Arcàdia (filla d'Arcadi)
Arcàdia, en llatí Arcadia, en grec antic Άρκάδια, va ser una dama romana que formava part de la Dinastia teodosiana.
Era la tercera de les tres filles de l'emperador Arcadi i de l'emperadriu Èlia Eudòxia. Després d'ella va néixer l'esperat hereu masculí, Teodosi II. Seguint l'exemple de la seva germana Pulquèria, Arcàdia va fer vot de virginitat, però a diferència d'aquesta, no es va casar mai i va dedicar la seva vida a la religió.